# I Wish Tour
I Wish Tour es el nombre de la segunda gira de la cantante inglesa Cher Lloyd. La gira difundió su segundo álbum de estudio: Sorry... I'm Late. 
Comenzó el 6 de septiembre de 2013 en Washington D. C., en The Fillmore. Continuó por otro mes recorriendo otras ciudades estadounidenses y terminó el 12 de octubre de 2013 en Boston, como parte de la feria The Topsfield Fair.

## Actos de apertura
- Jackson Guthy
- Zara Larsson
- Fifth Harmony

## Lista de canciones
1. "Swagger Jagger"
2. "Playa Boi"
3. "Superhero"
4. "Talkin That"
5. "Bind Your Love"
6. "In for the Kill" (La Roux cover)
7. "Breathing" (Jason Derulo cover)
8. "OMG" (Usher cover)
9. "Goodnight"
10. "Dirty Love"
11. "Sweet Despair"
12. "Oath"
13. "I Wish"
14. "With Ur Love"
15. "Want U Back"

## Fechas de la gira
| América del Norte        |               |                |                                    |
| 6 de septiembre de 2013  | Washington    | Estados Unidos | Fillmore                           |
| 7 de septiembre de 2013  | Nueva York    | Estados Unidos | Best Buy Theater                   |
| 8 de septiembre de 2013  | Filadelfia    | Estados Unidos | Electric Factory                   |
| 11 de septiembre de 2013 | Montreal      | Canadá         | Corona Theatre                     |
| 13 de septiembre de 2013 | Toronto       | Canadá         | Phoenix Concert Theater            |
| 14 de septiembre de 2013 | Cleveland     | Estados Unidos | House of Blues                     |
| 15 de septiembre de 2013 | Chicago       | Estados Unidos | The Vic Theatre                    |
| 16 de septiembre de 2013 | Minneapolis   | Estados Unidos | First Avenue                       |
| 18 de septiembre de 2013 | Denver        | Estados Unidos | Ogden Theater                      |
| 19 de septiembre de 2013 | Las Vegas     | Estados Unidos | Haze Nightclub                     |
| 21 de septiembre de 2013 | Las Vegas     | Estados Unidos | The Lot                            |
| 22 de septiembre de 2013 | San Francisco | Estados Unidos | Regency                            |
| 23 de septiembre de 2013 | Los Ángeles   | Estados Unidos | Club Nokia                         |
| 12 de octubre de 2013    | Boston        | Estados Unidos | Topsfield Fair Grounds             |
| 3 de noviembre de 2013   | Orlando       | Estados Unidos | House of Blues                     |
| 22 de febrero de 2014    | Metairie      | Estados Unidos | Jefferson Parish                   |
| 18 de marzo de 2014      | Kansas City   | Estados Unidos | Arvest Bank Theatre at The Midland |
| 20 de marzo de 2014      | San Luis      | Estados Unidos | Chaifetz Arena                     |
| 21 de marzo de 2014      | Cincinnati    | Estados Unidos | Bogart's                           |
| 22 de marzo de 2014      | Columbus      | Estados Unidos | Nationwide Arena                   |
| 23 de marzo de 2014      | Grand Rapids  | Estados Unidos | Van Andel Arena                    |
| 25 de marzo de 2014      | Detroit       | Estados Unidos | St. Andrew's Hall                  |
| 26 de marzo de 2014      | Toronto       | Canadá         | Air Canada Centre                  |
| 27 de marzo de 2014      | Cleveland     | Estados Unidos | Quicken Loans Arena                |
| 29 de marzo de 2014      | Nashville     | Estados Unidos | Bridgestone Arena                  |
| 30 de marzo de 2014      | Indianapolis  | Estados Unidos | Bankers Life Fieldhouse            |
| 1 de abril de 2014       | Munhall       | Estados Unidos | Carnegie Music Hall of Homestead   |
| 3 de abril de 2014       | Baltimore     | Estados Unidos | Rams Head Live                     |
| 4 de abril de 2014       | Asbury Park   | Estados Unidos | The Stone Pony                     |
| 5 de abril de 2014       | Utica         | Estados Unidos | MVCC                               |
| 6 de abril de 2014       | Huntington    | Estados Unidos | The Paramount                      |
| 24 de mayo de 2014       | Orlando       | Estados Unidos | Universal Studios                  |